# ABN AMRO World Tennis Tournament 2019
ABN AMRO World Tennis Tournament 2019 (hoặc Giải quần vợt Rotterdam Mở rộng) là một giải quần vợt nam thi đấu trên sân cứng trong nhà. Giải sẽ diễn ra tại nhà thi đấu Ahoy Rotterdam ở thành phố Rotterdam, Hà Lan, từ ngày 11–17 tháng 2 năm 2019. Đây sẽ là lần thứ 46 giải đấu được tổ chức, và là một phần của ATP World Tour 500 của ATP Tour 2019. Giải đấu cũng bao gồm nội dung đơn và đôi xe lăn nam. Sự kiện quần vợt xe lăn sẽ thuộc thể loại ITF-1, với tổng số tiền thưởng là $32,000.

## Nội dung đơn

### Hạt giống
| Quốc gia | Tay vợt               | Xếp hạng1 | Hạt giống |
| -------- | --------------------- | --------- | --------- |
| JPN      | Kei Nishikori         | 7         | 1         |
| RUS      | Karen Khachanov       | 11        | 2         |
| GRE      | Stefanos Tsitsipas    | 12        | 3         |
| CAN      | Milos Raonic          | 14        | 4         |
| RUS      | Daniil Medvedev       | 16        | 5         |
| FRA      | Lucas Pouille         | 17        | 6         |
| ESP      | Roberto Bautista Agut | 18        | 7         |
| BEL      | David Goffin          | 21        | 8         |
| GEO      | Nikoloz Basilashvili  | 22        | 9         |
| CAN      | Denis Shapovalov      | 25        | 10        |

- 1 Bảng xếp hạng vào ngày 4 tháng 2 năm 2019.[3]

### Vận động viên khác
Đặc cách:
- Tomáš Berdych
- Tallon Griekspoor
- Stan Wawrinka

Bảo toàn thứ hạng:
- Jo-Wilfried Tsonga

Miễn đặc biệt:
- Pierre-Hugues Herbert

Vượt qua vòng loại:
- Thomas Fabbiano
- Peter Gojowczyk
- Gilles Simon
- Franko Škugor

Thua cuộc may mắn:
- Marius Copil
- Ernests Gulbis

### Rút lui
Trước giải đấu
- Roberto Bautista Agut → thay thế bởi  Marius Copil
- Marin Čilić → thay thế bởi  Mikhail Kukushkin
- Grigor Dimitrov → thay thế bởi  Martin Kližan
- Kyle Edmund → thay thế bởi  Jérémy Chardy
- Richard Gasquet → thay thế bởi  Matthew Ebden
- Nick Kyrgios → thay thế bởi  Robin Haase
- Lucas Pouille → thay thế bởi  Ernests Gulbis
- Alexander Zverev → thay thế bởi  Damir Džumhur

## Nội dung đôi

### Hạt giống
| Quốc gia | Tay vợt           | Quốc gia | Tay vợt       | Xếp hạng1 | Hạt giống |
| -------- | ----------------- | -------- | ------------- | --------- | --------- |
| AUT      | Oliver Marach     | CRO      | Mate Pavić    | 15        | 1         |
| POL      | Łukasz Kubot      | BRA      | Marcelo Melo  | 21        | 2         |
| RSA      | Raven Klaasen     | NZL      | Michael Venus | 26        | 3         |
| ESP      | Marcel Granollers | CRO      | Nikola Mektić | 43        | 4         |

- 1 Bảng xếp hạng vào ngày 4 tháng 2 năm 2019.

### Vận động viên khác
Đặc cách:
- Robin Haase /  Matwé Middelkoop
- Wesley Koolhof /  Jürgen Melzer

Vượt qua vòng loại:
- Sander Arends /  David Pel

Thua cuộc may mắn:
- Nikoloz Basilashvili /  Matthew Ebden
- Austin Krajicek /  Artem Sitak

### Rút lui
Trước giải đấu
- Karen Khachanov
- Lucas Pouille

## Nhà vô địch

### Đơn
- Gaël Monfils đánh bại  Stan Wawrinka, 6–3, 1–6, 6–2

### Đôi
- Jérémy Chardy /  Henri Kontinen đánh bại  Jean-Julien Rojer /  Horia Tecău, 7–6(7–5), 7–6(7–4)